# 芹苴省

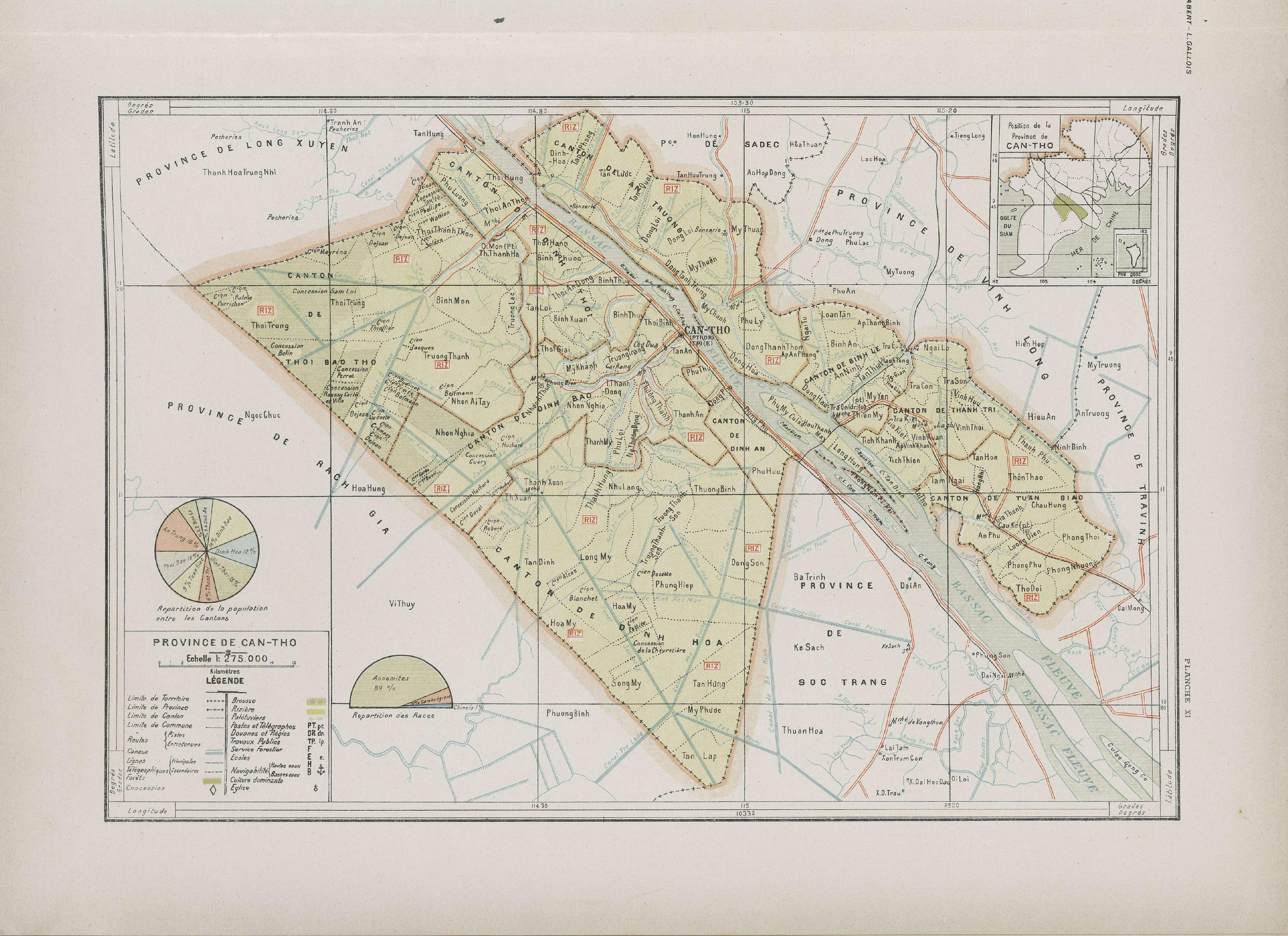
法属印度支那时期的芹苴省地图

芹苴省（越南语：／）是越南历史上的一个省份，位于越南湄公河三角洲，省莅在芹苴市，今属芹苴市和后江省。

## 地理
芹苴省北接同塔省和永隆省，东接朔庄省，南接薄寮省，西接坚江省，西北接安江省。面积为2965.36平方千米，人口为1832045人。

## 历史

### 法属时期
19世纪，法国占领南圻后，在此设立芹苴参办。1899年12月20日，法属印度支那总督签署法令，法属交趾支那一级政区通名自1900年1月1日起改为省。芹苴参办改设为芹苴省。

### 越南共和国时期
1956年10月22日，越南共和国总统吴廷琰签署第143号总统令，将芹苴省改名为丰盈省。1970年9月30日，省莅芹苴析置为直辖市芹苴市。
与越南共和国并存的越南南方共和国依然设有芹苴省。

### 统一以来
1976年3月24日，越南政府将芹苴省、朔庄省和芹苴市合并为后江省，省莅在芹苴市。
1991年12月26日，撤销后江省，复设芹苴省和朔庄省。芹苴省下辖芹苴市和乌门县、秃衂县、周城县、凤合县、渭清县、隆美县6县。
1999年7月1日，渭清县分设为渭清市社和渭水县。
2000年11月6日，周城县析置周城A县。
2003年时，芹苴省下辖芹苴市、渭清市社和周城县、周城A县、凤合县、渭水县、隆美县、乌门县和秃衄县7县。
2003年11月26日，芹苴省分设为直辖市芹苴市和新的后江省。

## 行政区划
2003年，芹苴省下辖1市1市社7县。
- 芹苴市
- 渭清市社
- 周城县
- 周城A县
- 凤合县
- 渭水县
- 隆美县
- 乌门县
- 秃衂县